# Quinto Azio Varo
Quinto Azio Varo (... – post 48 a.C.) è stato un militare romano.

## Biografia
Appartenente all'antica e patrizia Gens Atia, fu prefetto della cavalleria nell'esercito di Gaio Giulio Cesare durante la conquista della Gallia. È menzionato nell'VIII libro del De bello Gallico  nel contesto della campagna del 51 a.C. contro le tribù centro-occidentali. Viene identificato col Quinto Varo menzionato nel 48 a.C. dal Bellum Civile come prefetto della cavalleria sotto il comando di Domizio Calvino. 
Dai discendenti di Quinto Azio Varo, che si unirono alla fara longobarda degli Ottifredi, sembra discendano i Compagnoni, una nobile famiglia italiana. Questa affermazione, che storicamente rimane un'ipotesi, può essere confermata dall'albero genealogico della famiglia, il cui capostipite è Atto Ottifredo (880 d.C.), figlio delle nozze fra gli Ottifredi (scesi al tempo degli Ottoni come altre famiglie) e gli Attoni (ultimi discendenti della Gens Atia)